# Ruwsporig vedermosschijfje
Ruwsporig vedermosschijfje (Octospora fissidentis) is een schimmel uit het geslacht Octospora. Hij komt voor bij het gezoomd vedermos (Fissidens bryoides).

## Determinatie
De vruchtlichamen van de schimmel, de apotheciën, zijn klein, variërend van 0,2 tot 0,6 millimeter in diameter, soms tot 1,5 millimeter. Ze hebben een schijfvormige structuur met een gladde of soms licht gekartelde rand. De bovenkant is vleesachtig of lilapaars van kleur, terwijl de onderkant lichter is.
Binnenin de apotheciën bevinden zich de asci, cilindervormige buisjes die tussen de 170 en 210 micrometer lang en 13 tot 16 micrometer breed zijn. Elk asci bevat acht sporen, die in een of twee rijen liggen. De ascosporen zijn ellipsvormig tot langwerpig ellipsvormig, 17 tot 21 micrometer lang en 9 tot 10,5 micrometer breed. Ze hebben een oppervlak met kleine, afgeronde bultjes, en soms is er één of twee olieachtige druppels aanwezig.

## Ecologie
Het komt voor op schaduwrijke, vochtige plekken op kleigrond.

## Verspreiding
De schimmel is te vinden in Duitsland, Italië en Nederland. In Nederland staat ruwsporig vedermosschijfje op de rode lijst in de categorie 'verdwenen'.